# Bacterii de putrefacție
Bacteriile de putrefacție sunt bacterii saprofite care trăiesc pe cadavre de animale, plante, fungi și protoctiste, pe care le mineralizează, transformând substanțele organice conținute în acestea în amoniac, hidrogen sulfurat, apă, dioxid de carbon etc. Sunt bacterii saprofite care trăiesc în sol și ajută la descompunerea materiei organice moarte în materie anorganică; astfel bacteriile ajută la circuitul  materiei în natură.
Bacteriile de putrefacție joacă un rol foarte important în asigurarea condițiilor pentru reciclarea materiei în ecosisteme și în îndepărtarea cadavrelor de pe suprafața pământului. Dacă nu ar interveni asemenea bacterii sau alte microorganisme saprofite (cum ar fi ciupercile), acumularea cadavrelor ar face imposibilă menținerea vieții pe Pământ.